# Geoffrey Bartlett
Geoffrey Bartlett,  es un escultor australiano, nacido el año 1952 en Melbourne.

## Datos biográficos
Bartlett se formó como escultor desde 1971 a 1973 en el Real Instituto Tecnológico de Melbourne, donde continuó hasta 1976 cursos de Studium. En 1983, estudió con la beca Harkness en la Universidad de Columbia en Nueva York. Allí obtuvo su Master of Fine Arts. Inmediatamente después de su llegada a Nueva York, se mudó al Storm King Art Center en Mountainville, donde conoció la obra del por entonces ya fallecido David Smith. Tuvo un impacto duradero en su propia obra, que se refleja en su división de espacios y en sus estructuras tridimensionales.
Bartlett dio conferencias de escultura en diversas instituciones y universidades: Universidad Deakin, Instituto de Tecnología Royal Melbourne , Instituto Chisholm y Victoria College of Art. Desde 1990 a 1994 fue profesor en la Universidad de Monash.
El año 2007 se presentaron las obras de Bartlett en la exposición retrospectiva titulada Geoffrey Bartlett 1987 - 2007 en la National Gallery of Victoria en Melbourne.
Bartlett vive y trabaja en Melbourne.

## Obras

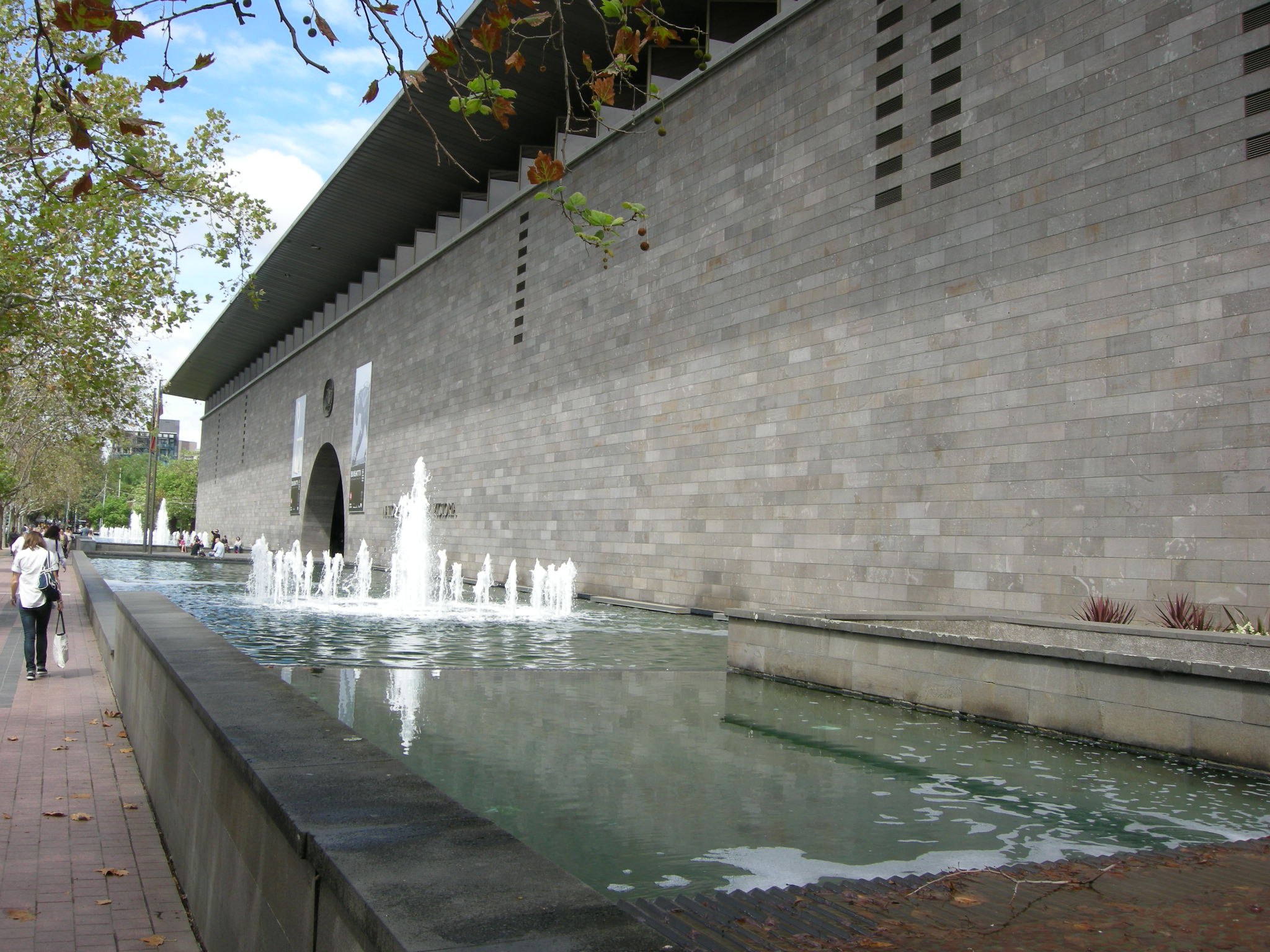
Espacio que ocupó la escultura The Messenger hasta 2003.

- 1982 : Circus by the sea, Heide Museum of Modern Art.[2]
- 1983 : The Messenger, insalado en la fuente de la entrada en la National Gallery of Victoria en Melbourne (desde 2003 en el Parque de Esculturas The Grollo Equiset Garden.)
- 1984 : The rise of the flowering plants (Lower Cretacious), McClelland Gallery and Sculpture Park
- 1984 : Lessons in Gravity, Parliament House en Canberra (con Kym Smith)
- 1988 : Mariner, Trans Tasman Shipping en Auckland (Nueva Zelanda)
- 1996 : Obelisk, Focal Building en Melbourne
- 1997 : The Constellation - 5 piezas (con Bruce Armstrong), Yarra Turning Basin, Southbank en Melbourne
- 1999 : Beacon, Newcastle City Council en Newcastle (New South Wales)
- 1999 : Dancer 2, Colonial First State, Sídney (New South Wales)
- 2000 : Six Sculptures, Citibank  en Sídney
- 2000 : Fusion, Ian Ross Building de la Australian National University  en Canberra 35°16′32″S 149°7′12″E / -35.27556, 149.12000
- 2005/06 : Aurora, Harbour Esplanade, Docklands en Melbourne[3]